# Statue de Schiller

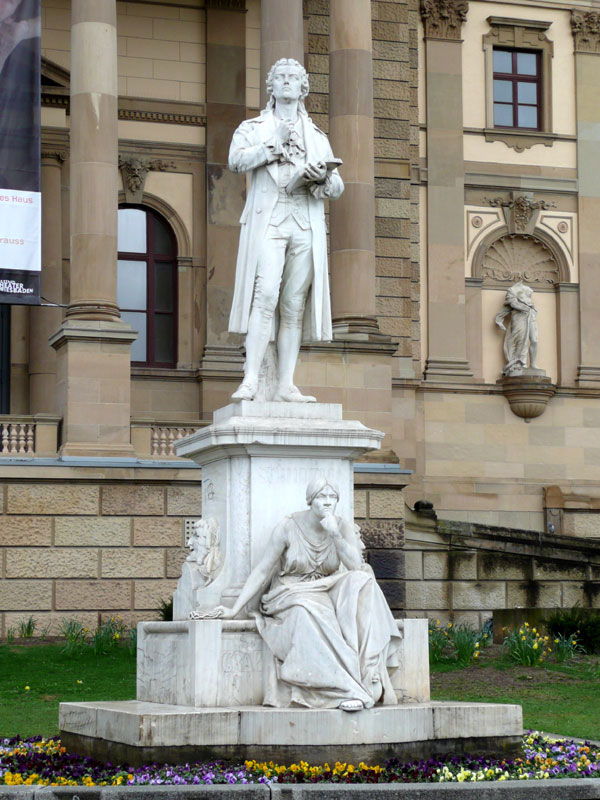
Statue de Schilier derrière le théâtre de Wiesbaden.

La statue de Schiller est une statue située à Wiesbaden, en Allemagne, derrière le théâtre de Wiesbaden. Elle a été érigée en 1905 pour le centième anniversaire du poète Friedrich von Schiller et sculptée par Joseph Uphues.
C'est un monument dressé face au parc du Warmer Damm. Il montre Schiller dans sa jeunesse prenant une pose déclamatoire. Une figure de femme symbolisant la tragédie est assise sur le socle.